# Tango (álbum de Charly García y Pedro Aznar)
Tango es el primer álbum de estudio de Charly García en conjunto con el músico argentino Pedro Aznar. Tango quedó plasmado en un maxisencillo, ya que con sus seis temas excedía la cantidad de temas de un sencillo, pero no llegaba a la de un larga duración. El álbum fue grabado en los estudios Secret Society y Unique Recording Studios, de Nueva York, Estados Unidos, en diciembre de 1985, y masterizado en Sterling Sound por Ted Jensen. Todos los instrumentos fueron tocados por Charly García y Pedro Aznar. El disco fue presentado el 29 de marzo en Paladium y fue el puntapié inaugural de una extensa gira que llevaría Tango por 13 ciudades del interior del país. La placa fue editada por CBS, que se convertiría en el nuevo sello de Charly. Además de García y Aznar, el grupo en vivo se completaba con Fernando Múscolo en teclados y Mario Serra en batería. "Me gusta trabajar con Pedro -asegura Charly-, aunque cuando toco sus temas, tengo que leer doscientos mil acordes en un segundo". El hit que se convertiría en éxito del disco sería "Hablando a tu corazón" de Charly.

## Historia

### Antecedentes
La historia comenzó en un viaje de regreso a Buenos Aires finalizando 1985, García se encontró con Pedro Aznar, y los dos decidieron, de improviso, armar un proyecto juntos, que finalmente sería bautizado como "Tango".

Tango es un mini LP que tanto Pedro como García pueden haber llegado a pelar de taquito; media docena de composiciones en las cuales se reemplazó fuerza por sutileza tecnológica.
Revista Rock & Pop, Abril 1986

### Grabación y lanzamiento
Por las circunstancias que originaron el proyecto Tango, la experiencia que juntos iniciaron Aznar y García podría haber trascendido solo con la grabación del miniálbum que editaron, sin la necesidad de que un grupo tomara forma, ni se presentaran en vivo. La repercusión comercial que Tango alcanzó, justifica que de alguna manera se haya optado por la presentación en vivo y una gira posterior. Pero por lo que García y Aznar mostraron en Paladium es evidente que Tango no tiene el peso de una propuesta para el marco que se pretendió darle. El Paladium se vio a Charly integrando a un grupo, sin ser la figura central, cumpliendo con un papel que no pareció conformarlo, aunque de alguna manera respondió como debía. Aznar por su parte, le sacó mucho mejor provecho a la situación. En Tango el bajista aparece más al frente que nunca, cantando en forma estupenda la mitad de los temas, tocando el bajo magistralmente y haciéndose cargo, comandando las computadoras, del caudal sonoro de la banda.
La parte escénica como lo específicamente instrumental no tuvo fisuras, si la parte del repertorio. El material de Tango es de por sí desparejo, el abismo compositivo de esas dos figuras y el poco tiempo para el asentamiento, hacen de los seis temas del miniálbum un conjunto de buenas canciones que no guardan demasiada coherencia. Además el material era escaso para el show de hora y media planeado así que se completó con otros temas no muy criteriosamente elegidos. Además se incluyeron temas de Charly como Pecado mortal, una versión que pidió a gritos una guitarra y Cinema Verite del pasado glorioso de Serú Girán. La presentación de los temas de Aznar fue lo que marcó el clima que se vivió dentro de Paladium durante la mayor parte del espectáculo, una especie de abulia romántica que solo en algunos momentos pudo superarse.[cita requerida]
El proyecto Tango terminó cuando se sucedieron incidentes en una presentación en San Miguel de Tucumán, que provocaron la cancelación de dos shows que Tango tenía programados en Obras en mayo de 1986.

## Lista de canciones
| N.º   | Título                   | Escritor(es) | Duración |  |
| 1.    | «Ángeles y predicadores» | Aznar/García | 4:01     |  |
| 2.    | «Culpable eternamente»   | Aznar        | 4:15     |  |
| 3.    | «Pasajera en trance»     | García       | 3:17     |  |
| 4.    | «Gramercy Park Hotel»    | Aznar/García | 3:59     |  |
| 5.    | «Hablando a tu corazón»  | García       | 4:16     |  |
| 6.    | «La gente es la misma»   | Aznar        | 3:48     |  |
| 23:30 |                          |              |          |  |

## Sencillos
- Hablando a tu corazón
- Ángeles y predicadores
- Pasajera en trance

## Músicos
- Charly García: Teclados, guitarras, sintetizadores, voz en 1, 3 y 5.
- Pedro Aznar: Bajo, teclados, guitarras, programación, voz en 2, 4 y 6.